# Muziekproject
Met een muziekproject of muzikaal project (vaak kortaf project genoemd) wordt een muziekgerelateerd initiatief bedoeld waarin een tamelijk specifiek projectdoel centraal staat. Veelal betreft het eenmans- of samenwerkingsprojecten van bijvoorbeeld componisten, songwriters, arrangeurs, producers of artiesten. Een onderscheidend kenmerk ten opzichte van een band is dat een muziekproject niet is bedoeld om als vaste bezetting op de lange termijn muziek uit te gaan brengen of live uit te gaan voeren.
In de onderstaande lijst staan enkele voorbeelden van bekende muziekprojecten.
- Ayreon, een progrockproject van Arjen Anthony Lucassen
- Beans & Fatback, een muziekproject van Onno Smit
- Enigma, een muziekproject van Michael Cretu
- Era, een muziekproject van Eric Lévi
- HDK, een metalproject van Sander Gommans
- Juno Reactor, een tranceproject rondom Ben Watkins
- Probot, een metalproject van Dave Grohl
- Schiller, een elektronisch muziekproject rondom Christopher von Deylen
- Sky Sailing, een akoestisch muziekproject van Adam Young
- Sowulo, een darkfolkproject van Faber Horbach
- The Good, the Bad & the Queen, een muziekproject van Damon Albarn
- U96, een danceproject van Alex Christensen